# Dominio de espectro completo
El dominio de espectro completo (en inglés Full-spectrum dominance), también conocido como superioridad de espectro completo (full-spectrum superiority), es el logro del control de una entidad militar sobre todas las dimensiones del espacio de batalla, poseyendo efectivamente una abrumadora diversidad de recursos en áreas tales como terrestre, aérea, marítima, subterránea, espacial, psicológica, biotecnológica o cibernética.
El dominio de espectro completo incluye el espacio de batalla físico; el aire, la superficie y el subsuelo, así como el espectro electromagnético y el espacio de información. El control implica que la libertad de los activos de la fuerza de oposición para explotar el espacio de batalla está totalmente restringida.

## Doctrina militar estadounidense
El Departamento de Defensa de los Estados Unidos define la "superioridad de espectro completo" como:

El efecto acumulativo del dominio en los dominios aéreo, terrestre, marítimo y espacial y el entorno de la información, que incluye el ciberespacio , que permite la realización de operaciones conjuntas sin oposición efectiva o interferencia prohibitiva.

La doctrina militar de los Estados Unidos ha adoptado una intención estratégica de ser capaz de lograr este estado en un conflicto, ya sea solo o con aliados,  derrotando a cualquier adversario y controlando cualquier situación en toda la gama de operaciones militares.
La intención declarada implica una inversión significativa en una gama de capacidades: maniobra dominante, compromiso de precisión, logística enfocada y protección de dimensión completa.

## En la cultura
Los críticos del imperialismo estadounidense se han referido al término como prueba de las ambiciones de los políticos estadounidenses y su supuesto deseo de control total. Harold Pinter se refirió al término en su discurso de aceptación del Premio Nobel de 2005:

He dicho antes que Estados Unidos ahora es totalmente franco acerca de poner sus cartas sobre la mesa. Ese es el caso. Su política oficial declarada ahora se define como "dominio de espectro completo". Ese no es mi término, es el de ellos. "Dominio de espectro completo" significa el control de la tierra, el mar, el aire y el espacio y todos los recursos correspondientes.

## Uso metafórico
Full Spectrum Dominance se utiliza en varios campos no militares para describir un esfuerzo táctico integral para apoyar una estrategia. En marketing, Full Spectrum Dominance puede referirse a una campaña integrada que tiene en cuenta llegar a una audiencia a través de una amplia variedad de plataformas y medios para garantizar visibilidad y refuerzo. Esto podría incluir la integración simultánea de promociones en línea con marketing directo, relaciones públicas, redes sociales y otros vehículos de marketing táctico.